# Communauté rurale de Dendeye Gouy Gui
La communauté rurale de Dendeye Gouy Gui est une communauté rurale du Sénégal située à l'ouest du pays. 
Elle fait partie de l'arrondissement de Kael, du département de Mbacké et de la région de Diourbel.
Lors du dernier recensement, la CR comptait 11 179 personnes et 1 065 ménages.